# Palazzo Aldobrandeschi
Le Palazzo Aldobrandeschi est un palais situé dans le centre historique de Grosseto, Toscane, donnant sur la Piazza Dante, et il abrite le siège de la Province de Grosseto.

## Histoire
Le palais a été construit entre 1900 et 1903 par l'architecte Lorenzo Porciatti pour abriter le siège de la Province de Grosseto. Il a été officiellement inauguré le 31 mai 1903.
Il est un bâtiment néogothique avec fenêtres jumelées en ogive et merlons dans la partie supérieure des murs.